# Астрометрія
Астроме́трія (грец. αστρον — зоря, μεχρεω — вимірюю) — розділ астрономії, завданням якого є визначення геометричних та кінематичних характеристик як окремих небесних тіл, так і їхніх комплексів, а також Всесвіту в цілому; розташування світил на небесній сфері та у просторі, визначення їхніх власних рухів, вимірювання діаметрів небесних тіл і взаєморозташування деталей на їхній поверхні, визначення географічних координат і азимутів на земній поверхні, вимірювання часу.

## Генеза
Астрометрія — це найдавніший розділ астрономії. Перші каталоги зір було складено у Вавилоні принаймні у VIII століття до н. е., визначення розмірів Землі Ератосфеном належить до 240 до н. е., з'ясування елементів координатних систем на небесній сфері та відкриття прецесії Гіппархом — до 150—123 до н. е.
У середині II ст. н. е. створено геоцентричну систему світу Птолемея — першу кінематико-геометрична модель для пояснення видимого руху небесних тіл.
1543 року її змінила геліоцентрична система світу, яку пізніше було підтверджено законами Кеплера та Ньютона. Згодом було виявлено рухи зір у просторі та визначено їхні відстані від Сонця, досліджено рух Сонця відносно зір, будову Галактики та розташування Сонця в ній тощо.
Від 70-х pp. 20 століття суттєво зросла прикладна роль астрометрії завдяки:
1. появі нових ідей в астрономії, пов'язаних з використанням радіоінтерферометричних спостережень віддалених об'єктів у Всесвіті, спостережень зі штучних супутників Землі тощо;
2. створенню нової високоточної техніки;
3. застосуванню ЕОМ та автоматизованих комплексів для опрацювання вимірювань;
4. широкій міжнародній кооперації під час виконання окремих астрометричних проєктів («Хаббл», «Hipparcos», «Гершель»).

## Засоби астрометрії
Для проведення астрометричних спостережень створено спеціальні інструменти, які застосовуються як для стаціонарних спостережень в обсерваторіях (меридіанний круг, пасажний інструмент, вертикальний круг та ін.), так і для спостережень у польових умовах (теодоліт, універсальний інструмент тощо).

## Методи астрометрії
Поділ астрометрії на розділи (фундаментальна, фотографічна, позиційна, релятивістська, рентгененівська, космічна, місячна та ін.) пов'язаний із завданнями, методами, об'єктами, а також діапазонами електромагнітного випромінювання та його приймачами.
Окремим розділом астрометрії є проблема вивчення особливостей обертання Землі.
Астрометрія поділяється на сферичну астрономію, фундаментальну астрономію, фотографічну астрономію та практичну астрономію.
До астрометрії належить теорія астрометричних інструментів (вивчення інструментальних похибок).
Сферична астрономія розробляє математичний апарат для розв'язування задач астрономії, методи врахування змін небесних координат внаслідок прецесії, нутації, аберації, рефракції світла і паралактичних зміщень.
Фундаментальна астрономія визначає точні координати зір і складає зоряні каталоги. Положення світил на небесній сфері здебільшого визначаються їхні екваторіальними координатами — прямим піднесенням і схиленням (див. системи небесних координат). Першу з цих координат визначають за моментом проходження світила через небесний меридіан, а другу — за вимірюванням зенітної віддалі світила по меридіану. Визначені таким способом координати зір публікуються у вигляді зоряних каталогів. В окремих каталогах, складених в різних обсерваторіях, є випадкові та систематичні помилки. Кілька таких каталогів обробляють за допомогою складних обчислень, під час яких особлива увага звертається на виключення систематичних помилок. У результаті створюється зведений каталог, наприклад, фундаментальний каталог. Фундаментальні каталоги використовують для визначення точного часу (служба часу) і точної широти (служба широти), визначення власних рухів зір, складання астрономічних щорічників тощо. Масове визначення положень світил (зорі, комети, астероїди та ін.) провадять методами фотографічної астрономії. Для цього зняту астрографом пластинку з об'єктом вимірюють на спеціальному приладі. Знаючи координати кількох опорних зір із зоряних каталогів, можна визначити координати інших об'єктів, зафіксованих на пластинці.
Фотографічні методи застосовуються також для визначення зоряних паралаксів і власних рухів зір, а також для складання фотографічних каталогів. Останнім часом за допомогою фотографічних спостережень визначають точні положення штучних супутників Землі.
Завданнями практичної астрономії' є визначення географічних координат та азимутів точок земної поверхні і точного часу. Для виконання цих завдань створено спеціальні інструменти і розроблено методи спостережень та обробки даних (напр. метод Цінгера для визначення часу та метод Пєвцова для визначення широти).